# Fred van Zutphen
Franciscus Cornelus Leonardus Wilhelmus van Zutphen (conocido como Fred van Zutphen; Veghel, 7 de enero de 1971) es un deportista neerlandés que compitió en tiro con arco, en las modalidades de arco recurvo y arco compuesto.
Ganó una medalla de bronce en el Campeonato Mundial de Tiro con Arco en Sala de 1995, seis medallas en el Campeonato Europeo de Tiro con Arco al Aire Libre entre los años 2000 y 2010, y una medalla de bronce en el Campeonato Europeo de Tiro con Arco en Sala de 2004.

## Palmarés internacional
| Campeonato Mundial en Sala       | Campeonato Mundial en Sala | Campeonato Mundial en Sala | Campeonato Mundial en Sala |
| Año                              | Lugar                      | Medalla                    | Prueba                     |
| -------------------------------- | -------------------------- | -------------------------- | -------------------------- |
| 1995                             | Birmingham (Reino Unido)   | Medalla de bronce          | Individual                 |
| Campeonato Europeo al Aire Libre |                            |                            |                            |
| Año                              | Lugar                      | Medalla                    | Prueba                     |
| 2000                             | Antalya (Turquía)          | Medalla de plata           | Equipo                     |

| Campeonato Europeo al Aire Libre | Campeonato Europeo al Aire Libre | Campeonato Europeo al Aire Libre | Campeonato Europeo al Aire Libre |
| Año                              | Lugar                            | Medalla                          | Prueba                           |
| -------------------------------- | -------------------------------- | -------------------------------- | -------------------------------- |
| 2002                             | Oulu (Finlandia)                 | Medalla de oro                   | Equipo                           |
| 2002                             | Oulu (Finlandia)                 | Medalla de bronce                | Individual                       |
| 2004                             | Bruselas (Bélgica)               | Medalla de plata                 | Equipo                           |
| 2004                             | Bruselas (Bélgica)               | Medalla de bronce                | Individual                       |
| 2010                             | Rovereto (Italia)                | Medalla de plata                 | Equipo                           |
| Campeonato Europeo en Sala       |                                  |                                  |                                  |
| Año                              | Lugar                            | Medalla                          | Prueba                           |
| 2004                             | Sassari (Italia)                 | Medalla de bronce                | Equipo                           |